# Скарамуца Норд (Венеција)
Скарамуца Норд је насеље у Италији у округу Венеција, региону Венето.
Према процени из 2011. у насељу је живело 44 становника. Насеље се налази на надморској висини од 2 м.